# Детектив (песма)
Детектив је назив песме коју је српска певачица Милица Павловић објавила 20. децембра 2016. године за Гранд Продукцију као седми сингл са њеног другог студијског албума Богиња.

## О синглу
Песма Детектив је последњи сингл са другог студијског албума Милице Павловић и реч је о песми бржег ритма, која је публику подсетила на певачицине почетке. Милица је ову песму наменила млађој популацији, будући да је текст инспирисан ситуацијама које се дешавају углавном тинејџерима. 

## О ауторима
Песму Детектив је компоновао Новосадски композитор Владимир Узелац, док је текст урадио Конте. Оно што је такође веома занимљиво је и то што је Павловићева у једном тренутку открила да је ова песма њена биографска, јер је имала ситуацију када је она била на мети опседнутог фана који ју је свакодневно прогањао. 

## Спот за песму "Детектив"
Милица је са својим сарадницима урадила веома занимљиву екранизацију песме Детектив, која је у потпуности испратила интригантан и занимњив текст, па је публика имала прилике да види Милицу у веома интересантним ситуацијама у којима мучи мушкарца којим је опседнута. 

## Успех песме "Детектив"
Песма Детектив је за мање од две године забележила више од шест и по милиона прегледа. Оно што је интересантно јесте да Милица никада ни у једној емисији није промовисала ову песму, иако су њени фанови инсистирали да управо за ову нумеру уради сценски наступ. Павловићева је рекла да ће ова песма сигурно у будуђности добити и своју сценску премијеру.